# Pluvialis
Pluvialis (comunemente: piviere) è un genere nella famiglia dei Charadriidae.

## Specie
Pluvialis comprende quattro specie:
- Pluvialis apricaria, piviere dorato
- Pluvialis fulva, piviere dorato del Pacifico
- Pluvialis dominica, piviere dorato minore
- Pluvialis squatarola, pivieressa